# 松澤隆
松澤 隆（まつざわ たかし、1944年（昭和19年）4月2日 - ）は、日本の実業家。
旭硝子（現：AGC）株式会社代表取締役兼副社長執行役員を2004年3月から2010年3月まで務めた。

## 経歴
1968年 - 東京大学経済学部経済学科卒業。同年、旭硝子（現：AGC）株式会社入社。
1998年 - 同社経理（現：経理・財務）部長→同社 財務企画室（現：経理・財務部）長。
1999年 - 同社取締役・経理センター（現：経理・財務部）長。
2001年 - 同社常務取締役・CFO・経理センター長。
2002年 - 同社取締役・上席執行役員・CFO・経理センター長。
2004年 - 同社代表取締役・副社長執行役員・CFO。
2010年 - 同社代表取締役・副社長執行役員・特命事項担当→同上 退任。

## 人物
経理・財務分野に長く携わる。経理部門、財務部門などを経て、CFO就任。その後、代表取締役兼副社長執行役員CFOに就任し、全社の財務責任者として、社内運営を指揮した。